# Eva Kurnik
Eva Kurnik, slovenska pisateljica, * 11. junij 1997, Maribor.
V Mariboru je končala srednjo ekonomsko šolo, kjer je napisala svoj prvi roman "Njena pot", ki ga je leta 2016 objavila v samozaložbi.
Po maturi se je vpisala na Filozofsko fakulteto in Univerzo v Mariboru, kjer študira slovenistiko. 
Dela: 
▪︎ Njena pot (2016, ponatis 2020) 
▪︎ Toskanski spev (2019)
▪︎ Zlato listje v snegu, 1. del (2021)
▪︎ Zlato listje v snegu, 2 del: Iskanja (2022)

## Dela
- Njena pot (2016) (COBISS)
- Toskanski spev (2019) (COBISS)
- Zlato listje v snegu (2021)

(COBISS)
• Zlato listje v snegu: Iskanja (2022) (https://plus.cobiss.net/cobiss/si/sl/bib/118113539)